# Crassula atropurpurea
Crassula atropurpurea là một loài thực vật có hoa trong họ Crassulaceae. Loài này được (Haw.) D.Dietr. miêu tả khoa học đầu tiên năm 1840.

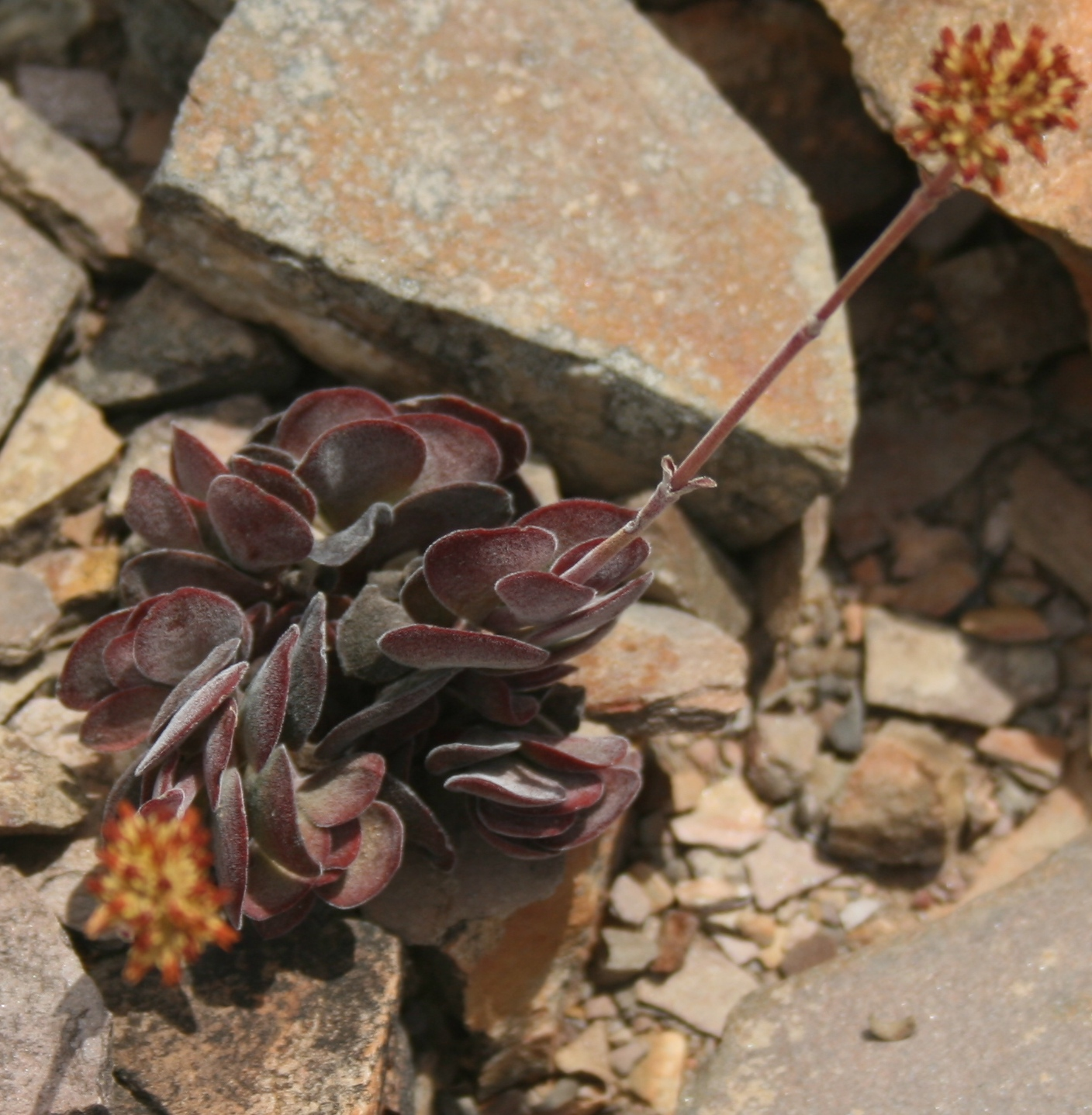
Crassula atropurpurea in habitat

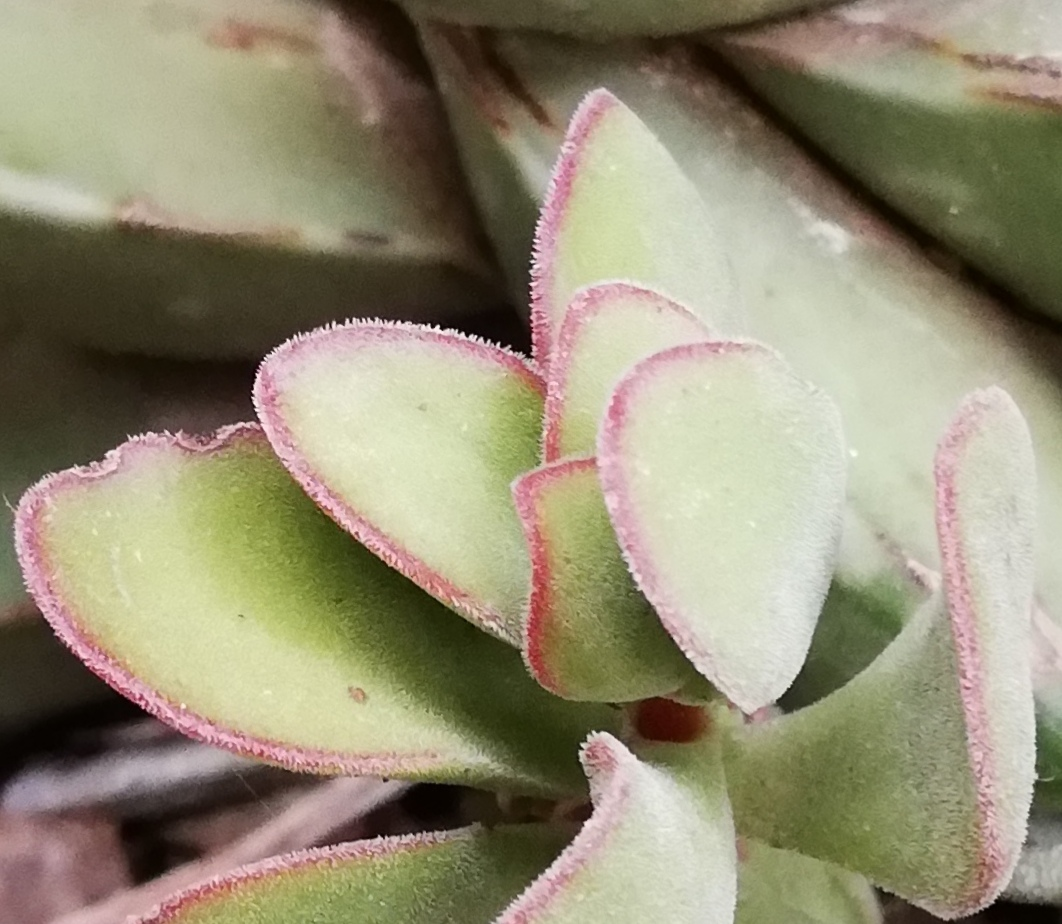
C. atropurpurea var. muirii (formerly "rubella") is similar to var. anomala, but has thinner, more erect stems, and blunt, adpressed hairs.